# Puccinia littoralis
Puccinia littoralis ist eine Ständerpilzart aus der Ordnung der Rostpilze (Pucciniales). Der Pilz ist ein Endoparasit von Korbblütlern des Tribus Cichoriae und Binsen. Symptome des Befalls durch die Art sind Rostflecken und Pusteln auf den Blattoberflächen der Wirtspflanzen. Sie ist paläarktisch verbreitet.

## Merkmale

### Makroskopische Merkmale
Puccinia littoralis ist mit bloßem Auge nur anhand der auf der Oberfläche des Wirtes hervortretenden Sporenlager zu erkennen. Sie wachsen in Nestern, die als gelbliche bis braune Flecken und Pusteln auf den Blattoberflächen erscheinen.

### Mikroskopische Merkmale
Das Myzel von Puccinia littoralis wächst wie bei allen Puccinia-Arten interzellulär und bildet Saugfäden, die in das Speichergewebe des Wirtes wachsen. Ihre Spermogonien sind zerstreut, braun und rundlich. Die unterseitig auf den Wirtsblättern wachsenden Aecien der Art sind becherförmig. Ihre Aeciosporen sind 15–22 × 15–22 µm groß, rundlich polyedrisch und punktiert. Die hellbraunen Uredien des Pilzes sind klein. Ihre gelbbraun Uredosporen sind schmalellipsoid bis eiförmig, 18–28 × 12–20 µm groß und stachelwarzig. Die oft aus den Uredien entstehenden Telien der Art sind schwarzbraun und elliptisch bis länglich. Die braunen Teliosporen sind zweizellig, in der Regel eiförmig bis keulenförmig und 35–55 × 15–23 µm groß. Ihre Stiele sind gelblich und bis zu 45 µm lang.

## Verbreitung
Das bekannte Verbreitungsgebiet von Puccinia littoralis umfasst die gesamte Paläarktis.

## Ökologie
Die Wirtspflanzen von Puccinia littoralis sind Wegwarten (Cichorium spp.) und Gänsedisteln (Sonchus spp.) für den Haplonten sowie Binsen (Juncus spp.) für den Dikaryonten. Der Pilz ernährt sich von den im Speichergewebe der Pflanzen vorhandenen Nährstoffen, seine Sporenlager brechen später durch die Blattoberfläche und setzen Sporen frei. Die Art verfügt über einen Entwicklungszyklus mit Aecien, Spermogonien, Telien und Uredien und macht einen Wirtswechsel durch.